# لانغون
لانغون هي بلدة فرنسية تقع في إقليم جرندة في منطقة آكيتين الجديدة جنوب غرب فرنسا.